# A-86929
A-86929 je sintetičko jedinjenje koje deluje kao selektivni agonist dopaminskog receptora D1. On je razvijen kao mogući treatment za Parkinsonovu bolest, kao i za druge primene, poput kokainske adikcije. On ima relativno dobru efikasnost na ljudima, međutim uzrokuje diskinezije, te je njegov razvoj prekinut. On je uglavnom korišten u obliku diacetatnog estra, proleka adrogolid (ABT-431), koji ima bolju biodostupnost.